# A Noiva da Cidade
A Noiva da Cidade é um filme brasileiro de 1978 dirigido por Alex Vianny, com roteiro de Miguel Borges e Humberto Mauro.
A música-tema, homônima, é de Chico Buarque.

## Sinopse
O filme acompanha Daniela (Elke Maravilha), uma famosa atriz cansada do modo de vida da cidade, que retorna à sua cidade natal para se reconectar com o estilo de vida interiorano. No entanto, assim que os políticos locais descobrem a passagem da atriz pela cidade, eles procuram capitalizar sua influência para as causas que defendem.